# Đợi chờ cô đơn
Đợi chờ cô đơn (tiếng Hoa: 独自等待; tiếng Anh: Waiting Alone) là một phim hài tình cảm Trung Quốc được công chiếu vào năm 2005, do nhà làm phim người Mỹ gốc Hoa Ngũ Sĩ Hiền biên kịch, sản xuất và đạo diễn. Đợi chờ cô đơn mô tả cuộc sống hiện đại của giới trẻ Trung Quốc và được cho là đã rock hoá khán giả trên cả nước, trở thành bộ phim được nhắc đến nhiều nhất trong giới trẻ Trung Quốc năm 2005. Phim có sự tham gia của dàn diễn viên Hạ Vũ, Lý Băng Băng, Cung Bội Bật, cùng vài ngôi sao khách mời như Châu Nhuận Phát và Viên Tuyền.

## Nội dung
Tại trung tâm thành phố Bắc Kinh, chàng trai trẻ Trần Văn (Hạ Vũ đóng) cùng nhóm bạn của anh mỗi người đều mang trong mình những hoài bão. Trần Văn ấp ủ ước mơ trở thành một nhà văn, đồng thời luôn mong mỏi một ngày sẽ gặp được người con gái trong mơ - một chàng trai luôn theo đuổi chân tình mặc cho những khó khăn và mê muội của cuộc sống. Lý Tịnh (Cung Bội Bật đóng) là một cô gái có ngoại hình luôn thay đổi, nhưng vẻ ngoài đầy biến hoá của cô thực chất chỉ là che đậy cho một trái tim mềm yếu, và cô chưa bao giờ thừa nhận mình yêu Trần Văn. Lưu Vinh (Lý Băng Băng đóng) xuất hiện đã làm đảo lộn cuộc sống của Trần Văn vì cô chính là người con gái lý tưởng của anh. Được các chiến hữu thân thiết (Hải Đào, Tiểu Tam, Lý Lượng, Ian...) cùng "quân sư quạt mo" Tôn Tử huấn luyện, Trần Văn bắt đầu tán tỉnh Lưu Vinh, và nhiều chuyện dở khóc dở cười bắt đầu xảy ra...

## Diễn viên
- Hạ Vũ vai Trần Văn
- Lý Băng Băng vai Lưu Vinh
- Cung Bội Bật vai Lý Tịnh
- Cao Á Lân vai Lý Lượng
- Cao Kỳ vai Hải Đào
- Ngô Siêu vai Triệu Tiểu Tam
- Đồ Tùng Nham vai Tôn Tử
- Ngũ Sĩ Hiền vai Ian
- Lý Lệ Hồng vai Trương Lâm

## Khách mời
- Châu Nhuận Phát
- Trần Vũ Phàm
- Viên Tuyền

## Giải thưởng
- 2005: Liên hoan Phim Sinh viên Bắc Kinh – Giải thưởng "Phim xuất sắc nhất" và "Nam diễn viên xuất sắc nhất"
- 2005: Giải Kim Kê – Đề cử "Phim xuất sắc nhất", "Nữ diễn viên xuất sắc nhất" và "Chỉ đạo nghệ thuật xuất sắc nhất"
- Được chọn tham dự LHP Quốc tế Tokyo lần thứ 17, LHP Quốc tế Thessaloniki, LHP Quốc tế Hawaii, LHP Cannes